# Лейк-оф-те-Пайнс (Каліфорнія)
Лейк-оф-те-Пайнс (англ. Lake of the Pines) — переписна місцевість (CDP) в США, в окрузі Невада штату Каліфорнія. Населення — 4301 особа (2020).

## Географія
Лейк-оф-те-Пайнс розташований за координатами 39°2′19″ пн. ш. 121°3′41″ зх. д. / 39.03861° пн. ш. 121.06139° зх. д. (39.038746, -121.061341).  За даними Бюро перепису населення США в 2010 році переписна місцевість мала площу 4,78 км², з яких 3,87 км² — суходіл та 0,91 км² — водойми.

## Демографія
Згідно з переписом 2010 року, у переписній місцевості мешкало 3917 осіб у 1567 домогосподарствах у складі 1196 родин. Густота населення становила 819 осіб/км².  Було 1768 помешкань (370/км²).
Расовий склад населення:
| - 93,7 % — білих - 1,7 % — азіатів - 0,5 % — корінних американців - 0,2 % — вихідців з тихоокеанських островів - 0,1 % — чорних або афроамериканців |

До двох чи більше рас належало 3,2 %. Частка іспаномовних становила 6,3 % від усіх жителів.
За віковим діапазоном населення розподілялося таким чином: 22,2 % — особи молодші 18 років, 53,4 % — особи у віці 18—64 років, 24,4 % — особи у віці 65 років та старші. Медіана віку мешканця становила 49,5 року. На 100 осіб жіночої статі у переписній місцевості припадало 90,4 чоловіків;  на 100 жінок у віці від 18 років та старших — 87,2 чоловіків також старших 18 років.
Середній дохід на одне домашнє господарство  становив 84 188 доларів США (медіана — 75 274), а середній дохід на одну сім'ю — 88 210 доларів (медіана — 82 588). Медіана доходів становила 70 096 доларів для чоловіків та 51 512 долари для жінок. За межею бідності перебувало 3,3 % осіб, у тому числі 2,1 % дітей у віці до 18 років та 1,5 % осіб у віці 65 років та старших.
Цивільне працевлаштоване населення становило 1609 осіб. Основні галузі зайнятості: освіта, охорона здоров'я та соціальна допомога — 25,4 %, роздрібна торгівля — 14,0 %, мистецтво, розваги та відпочинок — 10,6 %, публічна адміністрація — 10,4 %.